# Kościół św. Stefana w Radomiu
Kościół świętego Stefana w Radomiu – rzymskokatolicki kościół parafialny należący do parafii pod tym samym wezwaniem (dekanat Radom-Wschód diecezji radomskiej).
Jest to świątynia zaprojektowana przez architekta Henryka Włodarczyka oraz konstruktorów: Romana Ptaszka i Jerzego Stawarza z Radomia. Wzniesiona została w latach 1984–1987 jako „pomnik” sługi Bożego Stefana kard. Wyszyńskiego. Koncepcja architektoniczna kościoła jest nawiązaniem do rzymskiego kościoła Santa Maria in Trastevere (był to tytularny kardynalski kościół Prymasa Tysiąclecia). Kościół to budowla murowana, wybudowana z cegły ceramicznej, trójnawowa, bazylikowa. Nad wschodnią nawą wznosi się siedmiokondygnacyjna wieża włoska podobna do wieży z rzymskiego kościoła Maryi Panny in Cosmedin. W latach 2010–2015, dzięki staraniom księdza Andrzeja Jędrzejewskiego i parafian, został zaprojektowany i wykonany nowy wystrój świątyni, którego autorem jest artysta rzeźbiarz Andrzej Pasoń. Kościół został dedykowany przez biskupa Zygmunta Zimowskiego w dniu 29 maja 2005 roku. W dniu 28 maja 2023 r. Biskup Marek Solarczyk ustanowił kościół sanktuarium Błogosławionego Stefana Wyszyńskiego.